# Aleksandar Isaevski
Aleksandar Isaevski (in macedone Александар Исаевски?; Skopje, 19 maggio 1995) è un calciatore macedone, difensore svincolato.

## Carriera
Ha giocato nella massima serie dei campionati macedone, bulgaro ed albanese.

## Palmarès

### Club

#### Competizioni nazionali
- Coppa d'Albania: 1

Vllaznia: 2020-2021